# Лёгкая атлетика на летних Олимпийских играх 2020 — тройной прыжок (женщины)
Соревнования в тройном прыжке у женщин на Олимпийских играх 2020 года в Токио прошли 30 июля и 1 августа 2021 года на Японском национальном стадионе. В соревнованиях приняли участие 34 спортсменки прошедшие квалификационные требования по длине прыжка или по мировому рейтингу.
Победу в соревнованиях одержала Юлимар Рохас из Венесуэлы, установив новый мировой рекорд победным прыжком на 15,67 метров. Предыдущий мировой рекорд продержался 26 лет. Рохас принесла Венесуэле третье в истории олимпийское золото во всех видах спорта и первое в соревнованиях по лёгкой атлетике и женских дисциплинах. Рохас также стала первой в истории спортсменкой из Венесуэлы, завоевавшей более одной олимпийской награды.

## История
Соревнование в тройном прыжке у женщин на Олимпийских играх 2020 года проводилось 7 раз, начиная с Олимпийских игр 1996 года.

## Медалисты
| Золото                       | Серебро                    | Бронза                |
| Юлимар Рохас WR OR Венесуэла | Патрисия Мамона Португалия | Ана Пелетейро Испания |

На Олимпийских играх установлены новый Мировой и Олимпийский рекорды
| Мировой рекорд     | Юлимар Рохас (VEN) | 15,67 м | Токио | 5 августа 2021 |
| Олимпийский рекорд | Юлимар Рохас (VEN) | 15,67 м | Токио | 5 августа 2021 |

## Квалификация
Квалификационный стандарт на Олимпийских играх 2020 года в тройном прыжке у женщин составил 14,32 метров. Стандарт был установлен с целью включения в турнир спортсменов выполнивших на квалификационных соревнованиях установленный норматив, но не прошедших квалификацию по итогам мирового рейтинга ИААФ. Мировые рейтинги основаны на расчёте среднего из пяти лучших результатов спортсмена за квалификационный период с учётом сложности уровня соревнований. Данные условия для отбора спортсменов использоваться, пока не будет достигнуто ограничение в 32.
Квалификационный период изначально был запланирован на период с 1 мая 2019 года по 29 июня 2020 года. Однако из-за пандемии коронавирусной инфекции в период с 6 апреля 2020 года по 30 ноября 2020 года соревнования были приостановлены, а дата окончания продлена до 29 июня 2021 года. Дата начала квалификации по итогам мирового рейтинга также была изменена с 1 мая 2019 года на 30 июня 2020 года. Спортсмены, выполнившие квалификационный стандарт в течение этого времени, были квалифицированы, а провести отбор по мировому рейтингу не представлялось возможным по причине отсутствия легкоатлетических турниров. В этой связи ИААФ изменил требование к расчёту мирового рейтинга, включив соревнования как на открытом воздухе, так и в помещении. Кроме того, засчитывался результат последнего регионального чемпионата, даже если он был проведён не во время квалификационного периода.
29 июня 2021 года 35 прыгунов прошли квалификацию по установленному нормативу.

## Рекорды
Олимпийский рекорд до начала Игр:
| Мировой рекорд     | Инесса Кравец (UKR)         | 15,50 м | Гётеборг | 10 августа 1995 |
| Олимпийский рекорд | Франсуаза Мбанго Этон (CMR) | 15,39 м | Пекин    | 17 августа 2008 |

## Формат и календарь турнира
С 1936 года соревнования проходят по двухкруговому формату, включающему два различных раунда — квалификационный и финальный. При этом, в финальном раунде не учитываются результаты квалификационного раунда.
В квалификационном раунде каждому участнику даётся три попытки для выполнения квалификационного норматива, который в 2020 году установлен на отметке 14,40 метра. Отбираются минимум 12 спортсменов. Если количество выполнивших квалификацию больше, то в финал попадают все спортсмены, выполнившие квалификацию. В том случае, если количество выполнивших квалификацию меньше 12-ти, спортсмены отбираются в финал по лучшему результату.
В финале каждому участнику предоставляется три попытки. При этом восемь лучших прыгунов получают дополнительные три попытки — в общей сложности шесть (попытки квалификационного раунда в финале не учитываются).
Время Олимпийских объектов местное (Япония, UTC+9)
| Дата                        | Время | Раунд        |
| --------------------------- | ----- | ------------ |
| Пятница, 30 июля 2021       | 19:00 | Квалификация |
| Воскресенье, 1 августа 2021 | 20:00 | Финал        |

### Квалификация
Норматив: 14,40 м (Q) или 12 лучших по результату (q)
| Место | Группа | Спортсмен            | НОК                      | 1     | 2     | 3     | Результат | Прим. |
| ----- | ------ | -------------------- | ------------------------ | ----- | ----- | ----- | --------- | ----- |
| 1     | A      | Юлимар Рохас         | Венесуэла                | 14.77 | —     | —     | 14.77     | Q     |
| 2     | A      | Ана Пелетейро        | Испания                  | 14.34 | 14.62 | —     | 14.62     | Q     |
| 3     | B      | Теа Лафонд           | Доминика                 | 14.60 | —     | —     | 14.60     | Q, NR |
| 4     | B      | Патрисия Мамона      | Португалия               | 14.54 | —     | —     | 14.54     | Q     |
| 5     | B      | Лиадагмис Повеа      | Куба                     | 14.50 | —     | —     | 14.50     | Q     |
| 6     | B      | Шаника Рикеттс       | Ямайка                   | 14.43 | —     | —     | 14.43     | Q     |
| 7     | A      | Катрин Ибаргуэн      | Колумбия                 | 14.02 | 14.08 | 14.37 | 14.37     | q     |
| 8     | B      | Анна Князева-Миненко | Израиль                  | 14.27 | 14.35 | 14.36 | 14.36     | q     |
| 9     | A      | Кимберли Уильямс     | Ямайка                   | 13.38 | 13.86 | 14.30 | 14.30     | q     |
| 10    | B      | Руги Диалло          | Франция                  | 14.20 | 14.29 | 13.91 | 14.29     | q     |
| 11    | A      | Кетура Орджи         | США                      | 14.26 | 13.91 | 14.17 | 14.26     | q     |
| 12    | B      | Кристийна Мякеля     | Финляндия                | 14.21 | 14.06 | 14.08 | 14.21     | q     |
| 13    | A      | Сенни Салминен       | Финляндия                | 14.20 | 13.68 | 14.07 | 14.20     |       |
| 13    | A      | Нил Экхардт          | Германия                 | 13.88 | 13.92 | 14.20 | 14.20     |       |
| 15    | B      | Дэвислейди Веласко   | Куба                     | 14.14 | x     | x     | 14.14     |       |
| 16    | B      | Ана Хосе Тима        | Доминиканская Республика | 13.87 | 14.11 | x     | 14.11     |       |
| 17    | B      | Нубия Соарес         | Бразилия                 | x     | 14.04 | 14.07 | 14.07     |       |
| 18    | B      | Виолетта Скворцова   | Беларусь                 | 13.93 | x     | 14.05 | 14.05     |       |
| 19    | A      | Эвелис Вейга         | Португалия               | 13.93 | 13.63 | 13.57 | 13.93     | SB    |
| 20    | A      | Ольга Саладуха       | Украина                  | 13.49 | 13.91 | 13.88 | 13.91     |       |
| 21    | A      | Дарья Деркач         | Италия                   | 13.69 | 13.73 | 13.90 | 13.90     |       |
| 22    | A      | Габриэла Петрова     | Болгария                 | x     | 13.79 | x     | 13.79     |       |
| 23    | A      | Жасмин Мур           | США                      | x     | x     | 13.76 | 13.76     |       |
| 24    | B      | Ольга Рыпакова       | Казахстан                | 13.66 | 13.69 | x     | 13.69     | SB    |
| 25    | B      | Тори Франклин        | США                      | 13.23 | 13.68 | 13.58 | 13.68     |       |
| 26    | A      | Мария Овчинникова    | Казахстан                | x     | 13.34 | x     | 13.34     |       |
| 27    | B      | Йосирис Уррутия      | Колумбия                 | x     | x     | 13.16 | 13.16     |       |
| 28    | B      | Диана Загайнова      | Литва                    | x     | 13.10 | x     | 13.10     |       |
| 29    | A      | Роксана Худоярова    | Узбекистан               | 12.63 | 13.02 | 13.01 | 13.02     |       |
| 29    | B      | Кристин Гириш        | Германия                 | x     | 13.02 | r     | 13.02     |       |
| 31    | A      | Ирина Эктова         | Казахстан                | x     | 12.90 | x     | 12.90     |       |
| 32    | B      | Параскеви Папахристу | Греция                   | x     | 12.23 | x     | 12.23     |       |
| —     | A      | Надя Эке             | Гана                     | x     | x     | x     | —         | NM    |
| —     | A      | Лейанис Перес        | Куба                     | —     | —     | —     | —         | DNS   |

| - Q — выполнен квалификационный норматив - q — квалифицирована по лучшему результату среди невыполнивших квалификационный норматив - SB — лучший результат в сезоне - PB — лучший результат в карьере - OR — олимпийский рекорд | - WR — мировой рекорд - AR — рекорд континента - NR — национальный рекорд - NM — нет ни одной зачётной попытки - DNS — не стартовала |

### Финал
| Место | Спортсмен            | НОК        | 1     | 2     | 3     | 4                    | 5                    | 6                    | Результат | Прим.  |
| ----- | -------------------- | ---------- | ----- | ----- | ----- | -------------------- | -------------------- | -------------------- | --------- | ------ |
| 1     | Юлимар Рохас         | Венесуэла  | 15.41 | 14.53 | x     | 15.25                | x                    | 15.67                | 15.67     | WR, OR |
| 2     | Патрисия Мамона      | Португалия | 14.91 | 12.30 | x     | 15.01                | 14.66                | 14.97                | 15.01     | NR     |
| 3     | Ана Пелетейро        | Испания    | 14.55 | 14.77 | x     | 14.63                | 14.87                | 14.65                | 14.87     | NR     |
| 4     | Шаника Рикеттс       | Ямайка     | x     | x     | 14.47 | 14.84                | 14.62                | 14.76                | 14.84     |        |
| 5     | Лиадагмис Повеа      | Куба       | 14.70 | 14.70 | 14.52 | 14.31                | 14.38                | 14.50                | 14.70     |        |
| 6     | Анна Князева-Миненко | Израиль    | 14.52 | 14.60 | 14.27 | 14.29                | x                    | x                    | 14.60     | SB     |
| 7     | Кетура Орджи         | США        | 14.59 | 14.10 | 13.82 | 14.12                | 14.43                | x                    | 14.59     |        |
| 8     | Кимберли Уильямс     | Ямайка     | 13.77 | x     | 14.51 | 14.12                | 14.47                | 14.28                | 14.51     |        |
| 9     | Руги Диалло          | Франция    | 14.38 | 14.28 | x     | не квалифицировалась | не квалифицировалась | не квалифицировалась | 14.38     |        |
| 10    | Катрин Ибаргуэн      | Колумбия   | 14.25 | 14.01 | 14.19 | не квалифицировалась | не квалифицировалась | не квалифицировалась | 14.25     |        |
| 11    | Кристийна Мякеля     | Финляндия  | 14.17 | 14.03 | 13.90 | не квалифицировалась | не квалифицировалась | не квалифицировалась | 14.17     |        |
| 12    | Теа Лафонд           | Доминика   | x     | 12.57 | x     | не квалифицировалась | не квалифицировалась | не квалифицировалась | 12.57     |        |